# Brooklyn (film)
Brooklyn is een Brits-Iers-Canadese film uit 2015, geregisseerd door John Crowley en gebaseerd op het gelijknamig boek van Colm Tóibín. De film ging in wereldpremière op 26 januari op het Sundance Film Festival.

## Verhaal
De Ierse Eilis Lacey emigreert in de jaren 1950 naar Brooklyn, waar ze een nieuw bestaan gaat opbouwen. In het kleine armoedige Ierse stadje Enniscorthy, waar ze leefde met haar moeder en zuster, had ze slechts een klein baantje als winkelbediende, terwijl ze intelligent is en veel meer kan. Ze vindt  via een Ierse pastoor werk en een nieuwe toekomst in de VS en volgt er een opleiding tot boekhouder. Haar heimwee naar Ierland vermindert als ze verliefd wordt op de Italiaans-Amerikaanse Tony Fiorello. Als haar zuster in Ierland sterft gaat ze terug, maar kort daarvoor is ze in het geheim getrouwd met Tony. 
Terug in Ierland krijgt ze het ook weer moeilijk als zij haar oude vrienden ontmoet en een andere man verliefd op haar wordt. Ze krijgt er zelfs een baan op haar niveau. Als ze weer geconfronteerd wordt met een bekrompen roddelaarster is ze snel weer overtuigd om terug te gaan naar de VS. Ze verlaat haar moeder voor de tweede keer, om terug in Brooklyn weer in de armen van haar Italiaanse loodgieter te vallen.

## Rolverdeling
| Acteur           | Personage     |
| ---------------- | ------------- |
| Saoirse Ronan    | Eilis Lacey   |
| Domhnall Gleeson | Jim Farrell   |
| Emory Cohen      | Tony Fiorello |
| Jim Broadbent    | Father Flood  |
| Julie Walters    | Mrs. Kehoe    |

## Productie
De opnames begonnen op 1 april 2014 in Ierland in Enniscorthy, Wexford en Dublin waar drie weken gefilmd werd. Vanaf midden april verhuisde de cast naar Montreal, Canada waar vier weken gefilmd werd.

## Prijzen en nominaties
De film won 107 prijzen en werd voor 140 andere genomineerd. Een selectie:
| Jaar | Evenement                          | Categorie                      | Genomineerde                   | Resultaat   |
| ---- | ---------------------------------- | ------------------------------ | ------------------------------ | ----------- |
| 2016 | Golden Globe (73ste editie)        | Beste actrice in een dramafilm | Saoirse Ronan                  | Genomineerd |
| 2016 | BAFTA Award (69ste editie)         | Beste actrice                  | Saoirse Ronan                  | Genomineerd |
| 2016 | BAFTA Award (69ste editie)         | Beste vrouwelijke bijrol       | Julie Walters                  | Genomineerd |
| 2016 | BAFTA Award (69ste editie)         | Beste kostuums                 | Odile Dicks-Mireaux            | Genomineerd |
| 2016 | BAFTA Award (69ste editie)         | Beste Britse film              | Brooklyn                       | Gewonnen    |
| 2016 | BAFTA Award (69ste editie)         | Beste grime en haarstijl       | Morna Ferguson, Lorraine Glynn | Genomineerd |
| 2016 | BAFTA Award (69ste editie)         | Beste bewerkt scenario         | Nick Hornby                    | Genomineerd |
| 2016 | Academy Award (88ste editie)       | Beste film                     | Brooklyn                       | Genomineerd |
| 2016 | Academy Award (88ste editie)       | Beste actrice                  | Saoirse Ronan                  | Genomineerd |
| 2016 | Academy Award (88ste editie)       | Beste bewerkt scenario         | Nick Hornby                    | Gewonnen    |
| 2016 | Canadian Screen Award (4de editie) | Beste film                     | Brooklyn                       | Genomineerd |
| 2016 | Canadian Screen Award (4de editie) | Beste camerawerk               | Yves Bélanger                  | Gewonnen    |
| 2016 | Canadian Screen Award (4de editie) | Beste filmmuziek               | Michael Brook                  | Gewonnen    |